# Église Saint-Étienne de Bayonvillers
L'église Saint-Étienne de Bayonvillers est une église catholique située sur le territoire de la commune de Bayonvillers, dans le département de la Somme, en France, à l'est d'Amiens.

## Historique
Le chœur de l'église Saint-Étienne de Bayonvillers a été construit au XVe siècle. Le reste de l'édifice date du XVIIIe siècle, le clocher a été construit au XIXe siècle.

## Caractéristiques

### Extérieur
L'église de Bayonvillers est construite selon un plan basilical traditionnel, sans transept. Le clocher est construit en brique. Au chevet de l'église, se trouve un calvaire en bois peint au décor sculpté représentant, entre autres, les instruments de la passion ; le Christ en croix du XVIe siècle est abrité par un demi-dôme en forme de cloche. Le calvaire est protégé en tant que monument historique au titre d'objet : classement par arrêté du 12 janvier 2004.

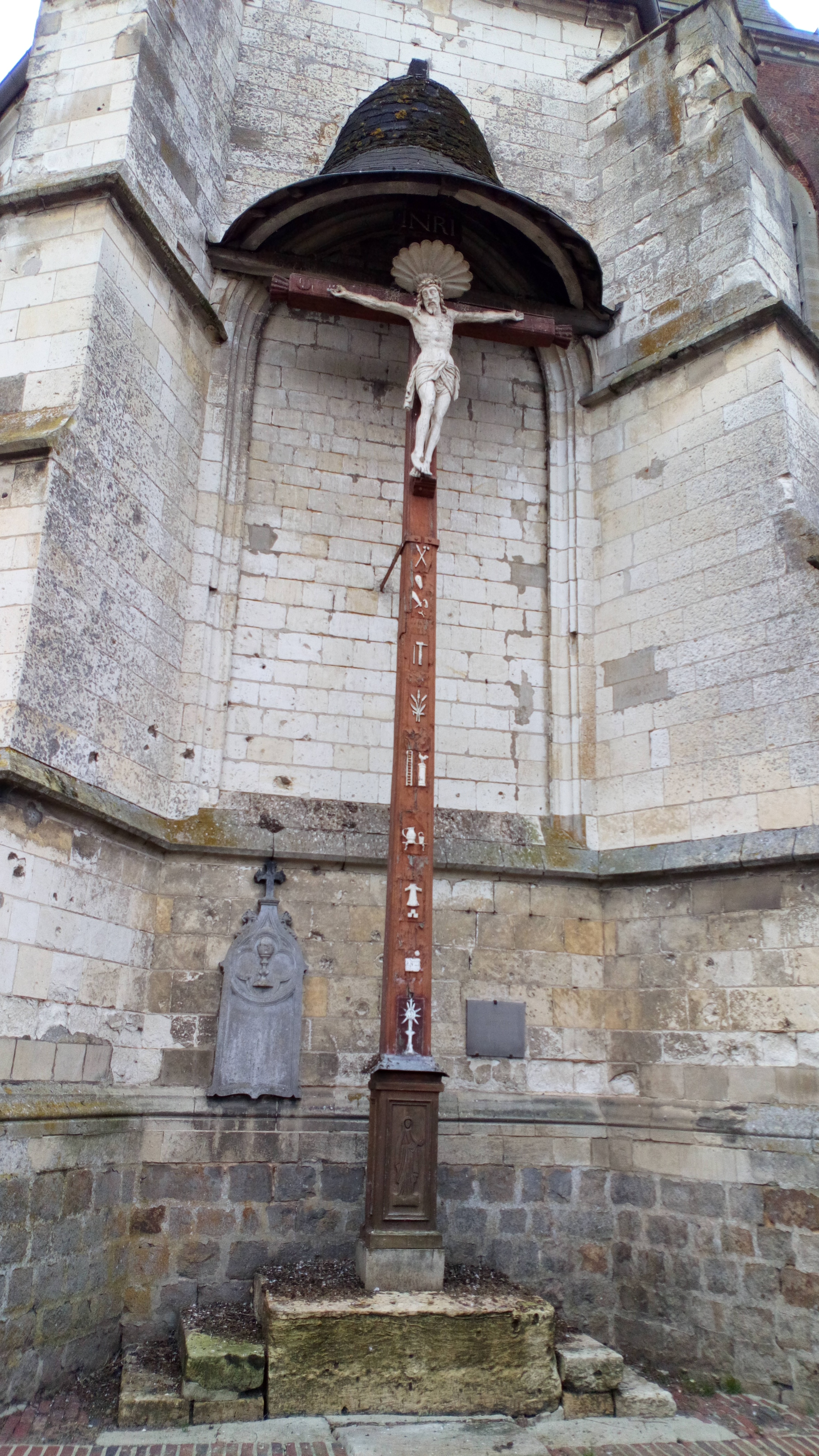

Un cadran solaire carré se caractérise par la finesse de ses traits. Les chiffres romains inscrits dans les bandeaux révèlent les lignes émanant du gnomon aujourd'hui disparu.
Le clocher en brique flanque le côté nord de la nef.

### Intérieur
L'intérieur de l'église conserve des colonnes cylindriques à chapiteaux, un arc triomphal décoré aux armes de saint Quentin et des objets protégés au titre de monuments historiques :
- un maître-autel avec degré et fronton, en bois sculpté des XVIIe, XVIIIe et XIXe siècles avec un retable de style Louis XIV et tableau (huile sur toile) du peintre Lesieur (seconde moitié du XVIIe siècle représentant le martyre de saint Étienne, inscription au titre d'objet le 10 janvier 2003[4] ;
- un Christ en croix en chêne du quatrième quart du XVIIe ou du premier quart du XVIIIe siècle inscription au titre d'objet le 10 janvier 2003[5].

Les fonts baptismaux sont en en marbre blanc.
Sous le clocher, se trouverait l'entrée d'une muche.

## Photos

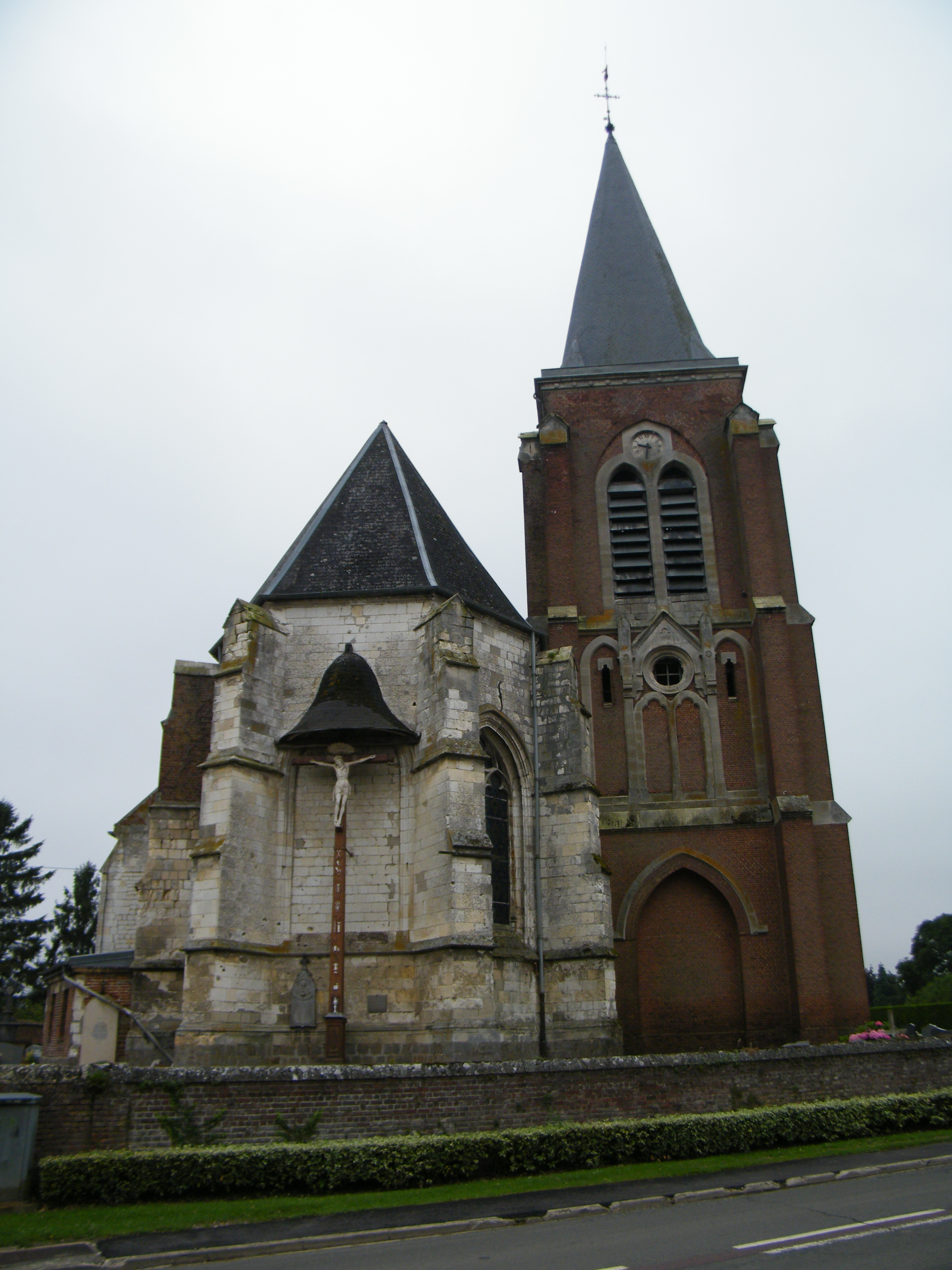
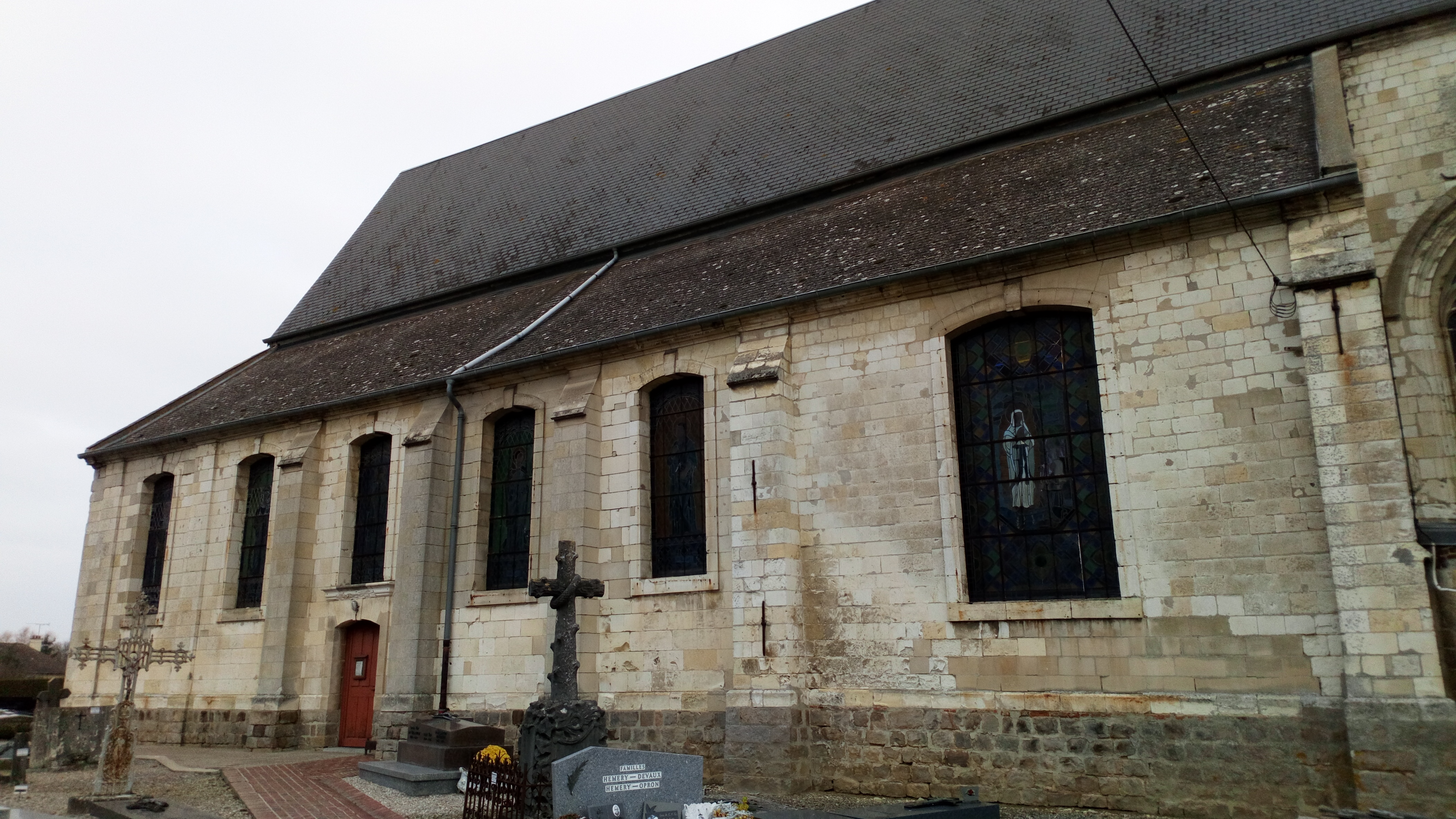